# American Beauty (manzana)
American Beauty es el nombre de una variedad cultivar de manzano (Malus domestica). 
Un híbrido de manzana de Parentales desconocidos, y originaria de EE. UU. Se originó como plántula ocasional en Sterling, Massachusetts, EE. UU. Registrado en 1854. Las frutas tienen pulpa blanda con un sabor ligeramente aromático. Tolera la zona de rusticidad delimitada por el departamento USDA, de nivel 4.

## Sinonimia
- "Beauty of America",
- "Belle Americaine",
- "Krasavitsa amerikanka",
- "Sterling",
- "Sterling Beauty".

## Historia
'American Beauty' es una variedad de manzana, que surgió como plántula casual en Sterling, Massachusetts, (EE. UU.) a principios del siglo XIX. Nombrado por primera vez en el número post mortem de 1857 de AJ Downing de "Fruit and Fruit Tress of America".
'American Beauty' está cultivada en diversos bancos de germoplasma de cultivos vivos tales como en National Fruit Collection (Colección Nacional de Fruta) de Reino Unido con el número de accesión: 1947-333 y nombre de accesión: American Beauty

## Características
'American Beauty' es un árbol de un vigor moderadamente vigoroso. Con frecuencia comienza a producir frutos como un árbol de tres años y da anualmente, no tan bien cuando el árbol envejece. Aclareo de la fruta necesario para evitar la sobreproducción. Tiene un tiempo de floración que comienza a partir del 12 de mayo con el 10% de floración, para el 17 de mayo tiene una floración completa (80%), y para el 24 de mayo tiene un 90% caída de pétalos.
'American Beauty' tiene una talla de fruto grande; forma redonda a ligeramente cónica; con nervaduras débiles, y corona media; epidermis tiende a ser áspera con color de fondo amarillo, con un sobre color lavado con un rubor rojo vino que cubre dos tercios de la superficie con un patrón moteado en la cara sombreada, presenta abundantes lenticelas de color marrón que dan a la piel una sensación áspera, ruginoso-"russeting" (pardeamiento áspero superficial que presentan algunas variedades) bajo; cáliz es pequeño, apretado y cerrado, asentado en una cuenca mediana y poco profunda; pedúnculo es corto y delgado, colocado en una cavidad abierta en forma de embudo que puede tener ruginoso-"russeting"; carne de color crema, con textura densa, algo de grano grueso y masticable, sabor dulce, aromático vinoso.
Su tiempo de recogida de cosecha se inicia a mediados de octubre. Se mantiene bien hasta cuatro meses en cámara frigorífica.

## Usos
Una buena manzana para comer en postre de mesa, para comer fresca, también se usa para hornear y en la elaboración de sidra.

## Ploidismo
Diploide, auto estéril. Grupo de polinización: C, Día 1.

## Susceptibilidades
Muy propenso al mildiu, y a la fuego bacteriano.